# Cañada de los Álamos
Cañada de los Álamos es un lugar designado por el censo ubicado en el condado de Santa Fe en el estado estadounidense de Nuevo México. En el Censo de 2010 tenía una población de 434 habitantes y una densidad poblacional de 45,55 personas por km².

## Geografía
Cañada de los Álamos se encuentra ubicado en las coordenadas 35°35′34″N 105°51′35″O / 35.59278, -105.85972. Según la Oficina del Censo de los Estados Unidos, Cañada de los Álamos tiene una superficie total de 9.53 km², de la cual 9.53 km² corresponden a tierra firme y (0%) 0 km² es agua.

## Demografía
Según el censo de 2010, había 434 personas residiendo en Cañada de los Álamos. La densidad de población era de 45,55 hab./km². De los 434 habitantes, Cañada de los Álamos estaba compuesto por el 86.18% blancos, el 0% eran afroamericanos, el 2.53% eran amerindios, el 1.84% eran asiáticos, el 0% eran isleños del Pacífico, el 4.38% eran de otras razas y el 5.07% pertenecían a dos o más razas. Del total de la población el 41.94% eran hispanos o latinos de cualquier raza.